# Campo di via Stelvio
Il campo di via Stelvio fu lo stadio dell'US Milanese dal 1910 al 1922. L'indirizzo all'epoca era via Calabria, ma corrisponde all'attuale via Imbriani, nonostante nel corso degli anni il percorso della strada sia stato modificato.
Il campo, raggiungibile con il tram 14, era ubicato nella periferia nord di Milano (il quartiere della Bovisa), al confine con il comune di Dergano, in una stradina privata (l'attuale via Patti). In mancanza di indicazioni rintracciabili sui maggiori giornali sportivi dell'epoca, è stato possibile rintracciare tale campo da esperti della toponomastica milanese confrontando le abitazioni presenti su foto dell'epoca.

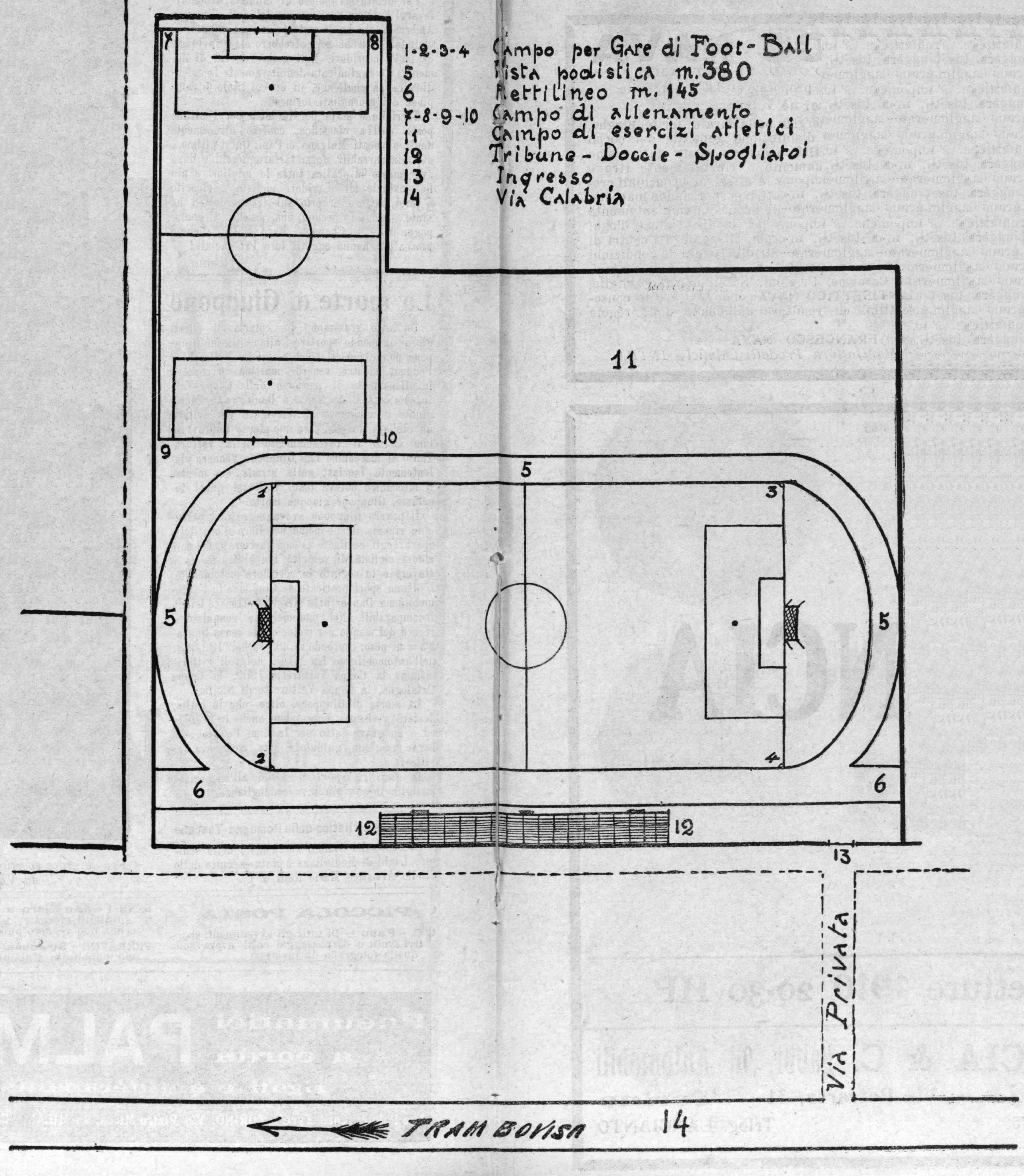
Il campo di via Stelvio come è stato presentato dalla "Lettura Sportiva" nel 1910. La freccia del tram è da considerare diretta a nord-ovest così come gli attuali tram sono diretti a piazza Bausan.

## Storia
La Unione Sportiva Milanese, nei migliori anni dello sviluppo della propria attività polisportiva, decise che il campo sito in Cascina Mojetta era troppo lontano dal centro cittadino e mal servito dai mezzi pubblici.
Il direttivo del club, forte di un cospicuo numero di soci abbienti, deliberò l'acquisto di un campo di 22000 m², un intero isolato prospiciente a via Calabria nelle adiacenze di Via Stelvio, che di fatto era nelle vicinanze di una delle principali strade di comunicazione in uscita dal centro cittadino.
Il progetto, redatto nell'estate del 1910, era particolarmente ambizioso. Serviva un impianto sportivo polivalente sufficiente ad ospitare squadre calcistiche di Prima Categoria, una pista di atletica completa lunga 380 metri con un rettilineo di 145 metri per i 100 metri piani, ma soprattutto gli spogliatoi ricavati sotto la tribuna principale, in tempi in cui non tutti i campi offrivano la possibilità di fare la doccia dopo la partita.
Nel perimetro totale dell'impianto sportivo era stato previsto anche un campo di allenamento di dimensioni inferiori, 90x50, in ogni caso omologato per le partite di tutti i campionati regionali dalla Terza alla Prima Categoria e per questo motivo fu concesso allo Stelvio che iniziò l'attività sportiva pochi anni dopo il completamento di tutte le strutture.
Il campo fu utilizzato fino alla fine della stagione sportiva 1918-1919: all'inizio della stagione successiva non era più disponibile. Il club aveva già deciso di venderlo e iniziato la costruzione del "campo di via Borsieri", utilizzando un terreno di gioco riciclato da una squadra uliciana che si era sobbarcata l'eliminazione di tombe ed ossa residue dallo smantellamento non terminato del vecchio cimitero della Mojazza (chiuso nel 1895).
In attesa del completamento del nuovo campo l'USM si servì del Velodromo Sempione. L'approntamento del nuovo campo non fu possibile prima dell'inizio del campionato 1919-1920. Ai primi di novembre 1919 il campo era ancora da completare.